# Stjerneskud (talentkonkurrence)
 For alternative betydninger, se Stjerneskud (flertydig). (Se også artikler, som begynder med Stjerneskud)
Stjerneskud var en dansk talentkonkurrence der blev vist i 1995 og 1996. Konceptet kom fra det hollandske tv-program Soundmixshow, der blev sendt fra 1985 til 2002, og som siden gik sin sejrsgang i Storbritannien med titlen Stars in Their Eyes, med 13 millioner seere på finaleaftenerne. Konkurrencen gik ud på at helt almindelige danskere optrådte med efterligninger af deres musikalske idoler. Konkurrencen blev vundet af Gry Trampedach der optrådte som Sanne Salomonsen. Hun gik derfor videre og repræsenterede Danmark ved det internationale European Soundmix Show i Holland. Mike Andersen, der er landskendt for sine optrædener som Elvis Presley, blev også kendt igennem denne konkurrence. Anders Frandsen var vært på konkurrencen, mens Michael Elo og Peter Biker fungerede som dommere.